# Philyra scabra
Philyra scabra is een krabbensoort uit de familie van de Leucosiidae. De wetenschappelijke naam van de soort is voor het eerst geldig gepubliceerd in 1984 door Dai, Yang, Song & Chen.